# 세계 에이즈의 날
세계 에이즈의 날은 증가 추세인 인간 면역결핍 바이러스(HIV)의 전 세계적 확산 위험을 인식시키기 위해 매년 12월 1일 거행되는 날이다. 1981년부터 2007년의 기간 동안 에이즈는 2천 5백만 명의 목숨을 앗아갔다고 전해졌다. 2007년까지의 통계자료에 따르면 세계 인구 중 3천 3백만 명이 HIV보균자로 살고 있으며, 현대까지도 아주 위험한 병으로 알려졌다. 1988년 이후 전 세계의 정부 기관과 국제 기구, 민간 자선단체가 각종 기념 행사를 열며 유지하고 있으며, 1995년부터 미국 대통령은 12월 1일을 세계 에이즈의 날로 공식 선언했다. 다른 나라의 정부에서도 비슷하게 공식선언하였다.
'세계 에이즈의 날'이 시작된 이후 지금까지, 'AIDS에 대한 국제연합 공동 계획'은 매년 다른 세계보건기구들과의 긴밀한 협조를 통해 에이즈의 날 캠페인을 홍보하고 있다. 또한 2005년에는 세계에이즈캠페인(WAC)로 책임이 양도되어 Stop AIDS: '2010년까지 매년 제정되는 구체적인 현안을 갖고, 에이즈의 날 준수의 약속을 지켜라'라는 구호를 내걸고 활동하고 있다. 이 주제는 세계 에이즈의 날에 뚜렷이 명시된 것은 아니지만, WAC에서는 매년 G8과 같은 중요한 국제이벤트를 통해서 HIV/에이즈를 자각시키는 노력을 하고있다. 세계 에이즈 캠페인은 또한 영국내의 젊은층을 대상으로 한 학생에이즈방지회같은 국내캠페인도 주도한다.
이 날 에이즈로 인한 사망자를 추모하는 기념식이 열렸다. 정부와 보건관계자들 또한 에이즈 주제의 연설이나 포럼을 열기도 한다.

## 역사
세계 에이즈의 날은 1987년 8월 제임스 W. 번(James W. Bunn)과 토마스 네터(Thomas Netter)가 처음 아이디어를 생각해냈다. 두 사람은 이를 "AIDS를 위한 범세계 계획"(Global Programme on AIDS)의 집행의장(Director)인 조너선 만(Jonathan Mann) 박사에게 제안했다. "AIDS를 위한 범세계 계획"은 현재 'AIDS에 대한 국제연합 공동 계획'(Joint United Nations Programme on HIV/AIDS, Uniting the world aginst(UNAIDS)로 명칭을 바꾸어 계속 활동하고 있다. 또한 만 박사는 그 제안에 동의했고, 날짜를 12월 1일로 하자고 제안했다. 12월 1일은 그 해 미국 대통령 선거가 끝난 후였고, 번이 보기에 그 무렵이 되면 미국 언론들이 새로운 기삿거리를 찾을 것 같았다. 번도 만 박사의 제안에 동의하여 그때부터 12월 1일에 에이즈 기념일을 열게 되었다고 했다.

## 같이 보기
- HIV/AIDS의 역학
- 세계 보건의 날
- HIV.gov